# Spaniophaenus lapidarius
Spaniophaenus lapidarius là một loài bọ cánh cứng trong họ Cryptophagidae. Loài này được Fairmaire miêu tả khoa học năm 1861.